# 개수로

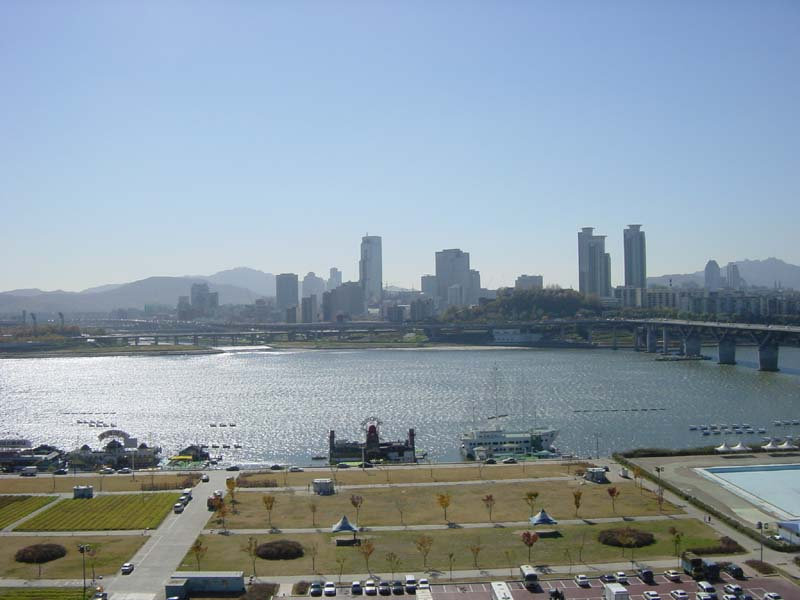
하천은 대표적인 개수로의 예다. 사진은 한강의 모습

개수로는 수리학에서 관수로와 대비되는 개념으로써, 관로 내 액체가 공기와 접하는 부분, 즉 자유수면이 존재하는 흐름을 말한다. 개수로 흐름은 중력에 의해 발생한다. 자연 하천이나 운하, 물이 꽉 차지 않은 관로 내 흐름 등이 개수로의 예다. 개수로에서의 평균 유속은 수면으로부터 총 수심의 60% 깊이에 해당하는 부분의 유속으로 한다.

## 용어 정의
- 수심(水深, depth of flow) : 공기와 물이 접하는 자유수면에서 수로 바닥까지의 연직 거리. 중력 방향의 수심을 h, 자유수면에 수직인 수심을 d라고 하면 h cos θ = d이다. 만약 수로 경사 θ가 작다면 {\displaystyle \cos \theta \doteqdot 1}이므로 중력 방향의 수심과 자유수면에 수직인 수심은 같다고 해도 무방하다{\displaystyle (h\doteqdot d)}[7][8]
- 수위(水位, stage) : 자유수면으로부터 임의의 지점까지의 연직 거리를 수위라고 한다.[9][10] 수문학에서는 평균해수면(mean sea level)을 기준으로 하천수표면까지의 높이를 수위라 한다.[11]
- 수리심, 수리수심(hydraulic depth) 또는 수리평균심(hydraulic mean depth, D) : 수로의 평균 수심을 말하며 유수단면적 A를 수면폭(top width, B)로 나눈 값이다.{\displaystyle \left(D={\frac {A}{B}}\right)}[9][12][13]

## 경심

빨간 부분이 윤변

관이 원형관이 아닌 경우 레이놀즈 수를 구할 때, 즉 {\displaystyle Re={\frac {VD}{\nu }}}에서 관의 직경 D값을 대신할 다른 값이 필요하게 된다. 따라서 경심(徑深, hydraulic radius, R) 또는 동수반경이라는 값을 도입하게 된다.
{\displaystyle R={\frac {A}{P}}}
여기서 P는 윤변(潤邊, wetted perimeter)라고 하는데, 관 단면에서 액체가 관 벽에 닿는 부분의 길이를 말한다. A는 유수 단면적이다.

## 개수로 단면 유형에 따른 특성값
| 단면 | 단면적 A                                                  | 윤변 P                                       | 경심 R                                                                        | 수면폭 B                                                                                   | 수리심 D                                                                                              |
| ---- | --------------------------------------------------------- | -------------------------------------------- | ----------------------------------------------------------------------------- | ------------------------------------------------------------------------------------------ | --- |
|      | bh                                                        | b+2h                                         | {\displaystyle {\frac {bh}{b+2h}}}                                            | b                                                                                          | h |
|      | h(a+b)                                                    | {\displaystyle b+{\frac {2h}{\sin \alpha }}} | {\displaystyle {\frac {h(a+b)}{b+{\frac {2h}{\sin \alpha }}}}}                | {\displaystyle b+2a} {\displaystyle =b+2h\cot \alpha }                                     | {\displaystyle {\frac {h(a+b)}{b+2a}}} {\displaystyle ={\frac {h(a+b)}{b+2h\cot \alpha }}}            |
|      | {\displaystyle mh^{2}}                                    | {\displaystyle 2h{\sqrt {1+m^{2}}}}          | {\displaystyle {\frac {mh}{2{\sqrt {1+m^{2}}}}}}                              | 2mh                                                                                        | {\displaystyle {\frac {h}{2}}}                                                                        |
|      | {\displaystyle {\frac {1}{8}}(\theta -\sin \theta )D^{2}} | {\displaystyle {\frac {1}{2}}\theta D}       | {\displaystyle {\frac {1}{4}}\left(1-{\frac {\sin \theta }{\theta }}\right)D} | {\displaystyle \left(\sin {\frac {\theta }{2}}\right)D} {\displaystyle =2{\sqrt {h(D-h)}}} | {\displaystyle {\frac {1}{8}}\left({\frac {\theta -\sin \theta }{\sin {\frac {\theta }{2}}}}\right)D} |

## 개수로의 흐름 유형
- 위치에 따른 유속 변화에 따른 분류[21][22][23][24][25]
  - 등류(等流, uniform flow) 또는 균일 유동 : 흐름방향으로 위치에 따라 유속, 수심, 압력 등 흐름 특성 인자가 변하지 않는 일정한 흐름. 이때의 수심을 등류수심(normal depth)라 한다.
  - 부등류(不等流, varied flow or nonuniform flow) 또는 불균일 유동 : 흐름방향으로 위치에 따라 유속, 수심, 압력 등 흐름 특성 인자가 변하는 흐름

- 시간에 따른 유속 변화에 따른 분류[21][22][23][24][25]
  - 정류(정상류, steady flow) : 시간에 따른 유속, 수심, 압력 등 흐름 특성 인자가 변하지 않는 흐름
  - 부정류(비정상류, unsteady flow) : 시간에 따른 유속, 수심, 압력 등 흐름 특성 인자가 변하는 흐름

- 단면 변화 정도에 따른 분류[26]
  - 점변류(gradually varied flow) : 수면 변화가 완만하게 나타나는 흐름
  - 급변류(rapidly varied flow) : 비교적 짧은 구간에서 급격한 수면 변화를 나타내는 흐름

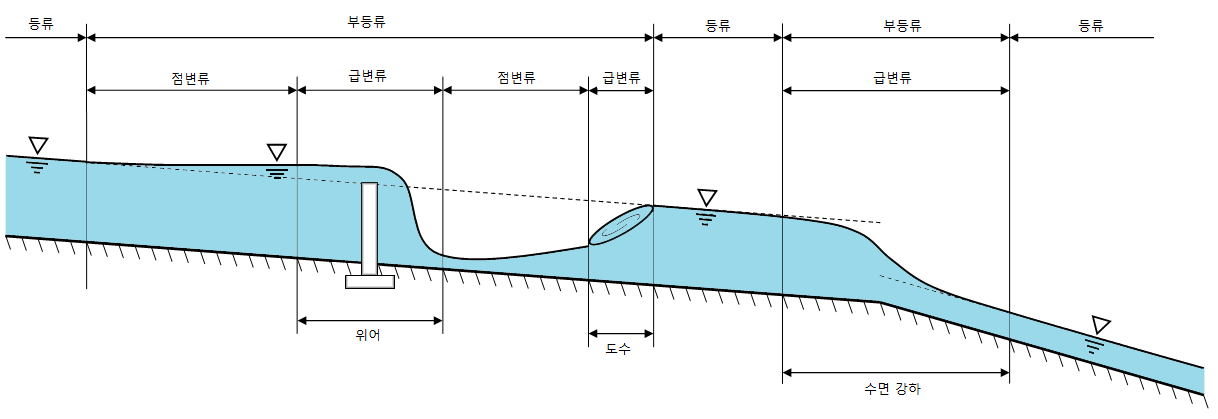

- 층류, 난류의 구분

개수로의 경우 {\displaystyle Re={\frac {VD}{\nu }}=500}을 기준으로 레이놀즈 수가 500 이하이면 층류, 2000 이상이면 난류, 그 사이는 천이영역으로 구분한다. 이때 D는 관 직경이 아니라 개수로이므로 동수반경 R을 사용한다.

## 비에너지
비에너지(specific energy, he)란 기준수평면이 아닌 수로 바닥으로부터 측정된 단위 무게의 물이 가진 에너지이다. 수심을 h, 속도 수두를 {\displaystyle {\frac {V^{2}}{2g}}}이라고 한다면 다음 식과 같이 정의한다.
{\displaystyle E=h+{\frac {V^{2}}{2g}}}
이것을 가로축이 비에너지, 세로축이 수심인 그래프로 나타낼 수 있다.
Q=AV이고, Q가 일정할 때 {\displaystyle A=ah^{n}}으로 나타낼 수 있으므로 비에너지는
{\displaystyle E=h+{\frac {Q^{2}}{2ga^{2}h^{2n}}}}이다.
a는 단면형에 따라 결정되는 상수이다.
하나의 비에너지에 대하여 수심은 2개가 있다. 이 둘을 대응 수심(alternate depths)이라 한다(h1, h2) 비에너지가 최소인 경우에는 하나의 수심만이 존재하는데, 이를 한계수심(限界水深, critical depth, hc)이라 한다. 한계수심보다 큰 수심(h2)의 흐름은 상류(常流, subcritical flow)라 하고 한계수심보다 작은 수심(h1)의 흐름은 사류(射流, supercritical flow)라 한다.
비에너지 E가 일정하다고 하고 유량 Q에 관해 식을 정리하면
{\displaystyle Q={\sqrt {2g(E-h)a^{2}h^{2n}}}}이고, 한계수심일 때(h=hc) 유량 Q가 최대가 되며, h=0, E일 때 Q=0임을 알 수 있다. 이것을 그래프로 나타내면 아래와 같다.
폭이 b인 직사각형 단면에서 한계수심 hc와 비에너지 E의 관계를 구한다면 그래프 상에서 Qmax인 점에서의 수심이 한계수심 hc이므로 {\displaystyle {\frac {dQ}{dh}}=0}이어야 한다. 이를 계산하면 직사각형 단면에서의 한계수심 - 비에너지 관계가 나온다.
{\displaystyle h_{c}={\frac {2}{3}}E}
{\displaystyle E={\frac {3}{2}}h_{c}}
비에너지를 활용한다면 개수로 수중에 보를 설치하거나, 준설을 하는 경우 수심이 어떻게 될 것인지 예측할 수 있다. 상류의 흐름에 수중보를 설치하는 경우를 예로 들어보자. 편의상 비에너지의 손실은 없다고 가정한다. 
개수로의 1단면의 수심은 h1이고, 유속은 V1이다. 이때 1단면의 비에너지를 구한다면 
{\displaystyle E_{1}=h_{1}+{\frac {{V_{1}}^{2}}{2g}}}
2단면에 높이 z인 수중보를 설치했다. 이때의 수심 h2는 어떻게 될 것인지 알아보자. 수심 h2는 증가하여 수면이 높아질 것인가, 반대로 h2가 감소하여 수면이 낮아질 것인가? 
2단면 보 상단으로부터 비에너지 {\displaystyle E_{2}}를 구하면 {\displaystyle E_{2}=h_{2}+{\frac {{V_{2}}^{2}}{2g}}}이다. 그러나 이것은 수로 바닥면이 z만큼 높아진 상태에서의 비에너지이다. 원래의 수로 바닥면과는 z의 높이만큼 비에너지 차이가 날 것이다. 비에너지의 손실은 없다고 하였으므로 1단면과 2단면의 비에너지가 같아야 한다. 이것을 식으로 나타낸다면 
{\displaystyle E_{1}=E_{2}+z}
이제 그래프 상에서 {\displaystyle E_{1}}을 찾고, 수심 h1을 찾은 뒤에, {\displaystyle E_{1}-z=E_{2}}를 찾은 뒤 수심 h2를 찾아보자.(흐름이 상류라고 가정하였으므로 그래프에서 한계수심 위의 수심을 보아야 한다) h2는 h1에 비해 감소하였음을 알 수 있다. 즉 상류 흐름에 수중보를 설치하면 보가 있는 부분에서 수위는 감소한다. 같은 방법으로 사류일 때를 확인해보면 반대로 수위가 증가한다.

## 한계흐름의 조건
한계흐름은 비에너지가 최소일 때를 말한다. 따라서 {\displaystyle {\frac {dE}{dh}}=0}이어야 한다. {\displaystyle E=h+{\frac {V^{2}}{2g}}}에서 Q=AV이므로 {\displaystyle E=h+{\frac {Q^{2}}{2gA^{2}}}}이고 이 식을 미분하면 {\displaystyle {dE \over dh}=1+{\frac {d}{dh}}\left({\frac {Q^{2}}{2g}}{\frac {1}{A^{2}}}\right)=1-{\frac {Q^{2}}{gA^{3}}}{\frac {dA}{dh}}=0}이다. 따라서 한계흐름이 될 조건은 다음과 같다.
{\displaystyle {\frac {Q^{2}}{gA^{3}}}{\frac {dA}{dh}}=1}
오른쪽 그림에서 dA = btdh이므로 위 식은 수면폭 bt를 이용해 나타낼 수도 있다.
{\displaystyle {\frac {Q^{2}b_{t}}{gA^{3}}}=1}
수리평균심의 정의{\displaystyle \left(D={\frac {A}{b_{t}}}\right)}를 이용하면 위 식은 다음과 같다.
{\displaystyle {\frac {V^{2}}{gD}}=1}
이 식을 속도수두로 변형하면 다음을 얻는다.
{\displaystyle {\frac {V^{2}}{2g}}={\frac {D}{2}}}
프루드 수를 통해 사류, 상류, 한계류를 구분할 수 있다. 프루드 수 {\displaystyle Fr={\frac {V}{\sqrt {gD}}}}이므로, {\displaystyle Fr^{2}={\frac {V^{2}}{gD}}}이며 만약 {\displaystyle Fr^{2}={\frac {V^{2}}{gD}}=1}이라면 위에서 나온 한계흐름의 조건식과 일치한다. 즉 프루드 수가 1이면 흐름은 한계류이다. 한계류일 때의 수리평균심 D를 Dc으로 표현한다. 프루드 수를 통한 흐름 구분을 정리하면 다음과 같다.
Fr = 1 : 한계류
Fr < 1 : 상류
Fr > 1 : 사류

## 한계수심 계산
한계수심이 되는 조건은 {\displaystyle {\frac {Q^{2}}{gA^{3}}}{\frac {dA}{dh}}=1}이다. 여기서 {\displaystyle A=ah^{n}}이고, 이것을 수심 h에 대해 미분하면 다음과 같다.
{\displaystyle {\frac {dA}{dh}}=nah^{n-1}\quad \cdots (1)}
한계수심 조건식에서 {\displaystyle {\frac {dA}{dh}}={\frac {gA^{3}}{Q^{2}}}}이고, A를 대입하면 {\displaystyle {\frac {dA}{dh}}={\frac {ga^{3}h^{3n}}{Q^{2}}}\quad \cdots (2)}가 된다. (1)과 (2)를 결합하고, 수심 h에 대해 정리하면, 이때의 수심 h가 한계수심 hc이다.
{\displaystyle h_{c}=\left({\frac {nQ^{2}}{ga^{2}}}\right)^{\frac {1}{2n+1}}}
직사각형 단면에서 폭이 b라 할 때 a=b, n=1이다.(A=ab이므로) 따라서 직사각형 단면에서의 한계수심 공식은 다음과 같다. 여기서 q는 단위폭당 유량이다.{\displaystyle \left(q={\frac {Q}{b}}\right)}
{\displaystyle h_{c}=\left({\frac {Q^{2}}{gb^{2}}}\right)^{\frac {1}{3}}=\left({\frac {q^{2}}{g}}\right)^{\frac {1}{3}}}
삼각형 단면에서 사면 경사가 1:z일 때, a=z, n=2이며, 한계수심은 다음과 같다.
{\displaystyle h_{c}=\left({\frac {2Q^{2}}{gm^{2}}}\right)^{\frac {1}{5}}}

## 같이 보기
- 관수로

## 참고 문헌
- Clayton T. Crowe, Donald F. Elger, Barbara C. Williams, John A. Roberson (2012). 《유체역학》 9판. 한티미디어. ISBN 978-89-6421-015-4.
- 송재우 (2012). 《수리학》 3판. 구미서관. ISBN 978-89-8225-857-2.
- 고영하, 권혁칠, 조성갑, 정운철 (2012). 《유체역학》 1판. 북스힐. ISBN 89-5526-286-8.
- 김경호 (2010). 《수리학》 1판. 한티미디어. ISBN 978-89-6421-019-2.
- 임진근, 김지호, 박영진 (2015). 《토목기사 과년도 시리즈 수리수문학》. 성안당. ISBN 978-89-315-6809-7.
- 이재수 (2018). 《수문학》 2판. 구미서관. ISBN 9788982252914.